# Znak specjalny „Za Ochronę Granicy Rzeczypospolitej Polskiej”
Znak specjalny „Za Ochronę Granicy Rzeczypospolitej Polskiej” – forma uhonorowania żołnierzy Sił Zbrojnych RP, pracowników resortu obrony narodowej, żołnierzy innych państw oraz innych osób, którzy przyczynili się do zapewnienia bezpieczeństwa i nienaruszalności granic Rzeczypospolitej Polskiej. Znak decyzją z dnia 17 października 2022 ustanowił Minister Obrony Narodowej.

## Zasady nadawania
Znak nadawany jest w trzech stopniach:
- stopień I – złoty – za dokonanie czynu bohaterskiego z narażeniem życia lub zdrowia w trakcie realizacji zadań podczas ochrony granic państwa i zapewnienia ich nienaruszalności;
- stopień II – srebrny – za szczególne zasługi w realizacji zadań podczas ochrony granic państwa i zapewnienia ich nienaruszalności;
- stopień III – brązowy – za bezpośrednie wykonywanie zadań zapewniających bezpieczeństwo i nienaruszalność granic państwa w wymiarze co najmniej 60 dni.

Znak w danym stopniu może być nadany tylko jeden raz. Osobie uhonorowanej tym znakiem nadaje się go w stopniu wyższym od posiadanego.
Prawo do otrzymania znaku przysługuje żołnierzowi Sił Zbrojnych RP oraz pracownikowi resortu ON.
Prawo do otrzymania znaku w stopniu I (złoty) oraz II (srebrny) przysługuje również żołnierzom armii innych państw oraz innym osobom, szczególnie zasłużonym dla zapewnienia bezpieczeństwa i nienaruszalności granic RP.
Znak w stopniu I (złoty) i II (srebrny) nadaje Minister Obrony Narodowej:
- żołnierzom Sił Zbrojnych RP oraz pracownikom resortu ON z własnej inicjatywy lub na wniosek przełożonego zajmującego stanowisko służbowe nie niższe niż dowódca jednostki wojskowej;
- żołnierzom innych państw oraz innym szczególnie zasłużonym osobom z własnej inicjatywy lub na wniosek Szefa Sztabu Generalnego WP, dowódców rodzajów Sił Zbrojnych (równorzędnych) lub dyrektora komórki organizacyjnej MON właściwej do spraw kadr.

Znak w stopniu III (brązowy) żołnierzowi Sił Zbrojnych RP lub pracownikowi resortu ON nadaje przełożony zajmujący stanowisko służbowe nie niższe niż dowódca jednostki wojskowej.
Prawo do noszenia znaku traci osoba pozbawiona praw publicznych lub skazana prawomocnym wyrokiem sądu za przestępstwa popełnione z winy umyślnej, w tym wobec której został zastosowany okres próby w związku z warunkowym zawieszeniem wykonania kary. W uzasadnionych przypadkach prawa do noszenia znaku mogą zostać pozbawieni żołnierze ukarani dyscyplinarnie.

## Wygląd
Znak ma kształt koła o średnicy 55 mm. W centralnej części znajdują się sylwetki trzech uzbrojonych w broń długą żołnierzy w postawie stojącej. Z prawej strony umieszczony jest słup graniczny. W górnej części po okręgu znajduje się napis: ZA OCHRONĘ GRANICY RP. Koło stanowiące podstawę znaku wykonane jest z metalu barwy ciemnego brązu (w stopniu III), oksydowanego srebra (w stopniu II), oksydowanego złota (w stopniu I); sylwetki żołnierzy są srebrzyste, napis jest koloru jasnego brązu (w stopniu III), srebrzysty (w stopniu II), złocisty (w stopniu I); słup graniczny jest w barwach biało-czerwonych.
Znak mocowany jest na słupek i nakrętkę.
Na mundurze znak nosi się w miejscu przewidzianym dla odznaki pamiątkowej.
Na ubiorze cywilnym dopuszcza się noszenie miniaturki znaku.